# Lilium tenii
Lilium tenii, synonym auch Lilium lijiangense L.J.Peng oder Lilium ningnanense J.M.Xu, ist eine Art aus der Gattung der Lilien (Lilium) in der Asiatischen Sektion innerhalb der Familie der Liliengewächse (Liliaceae). 

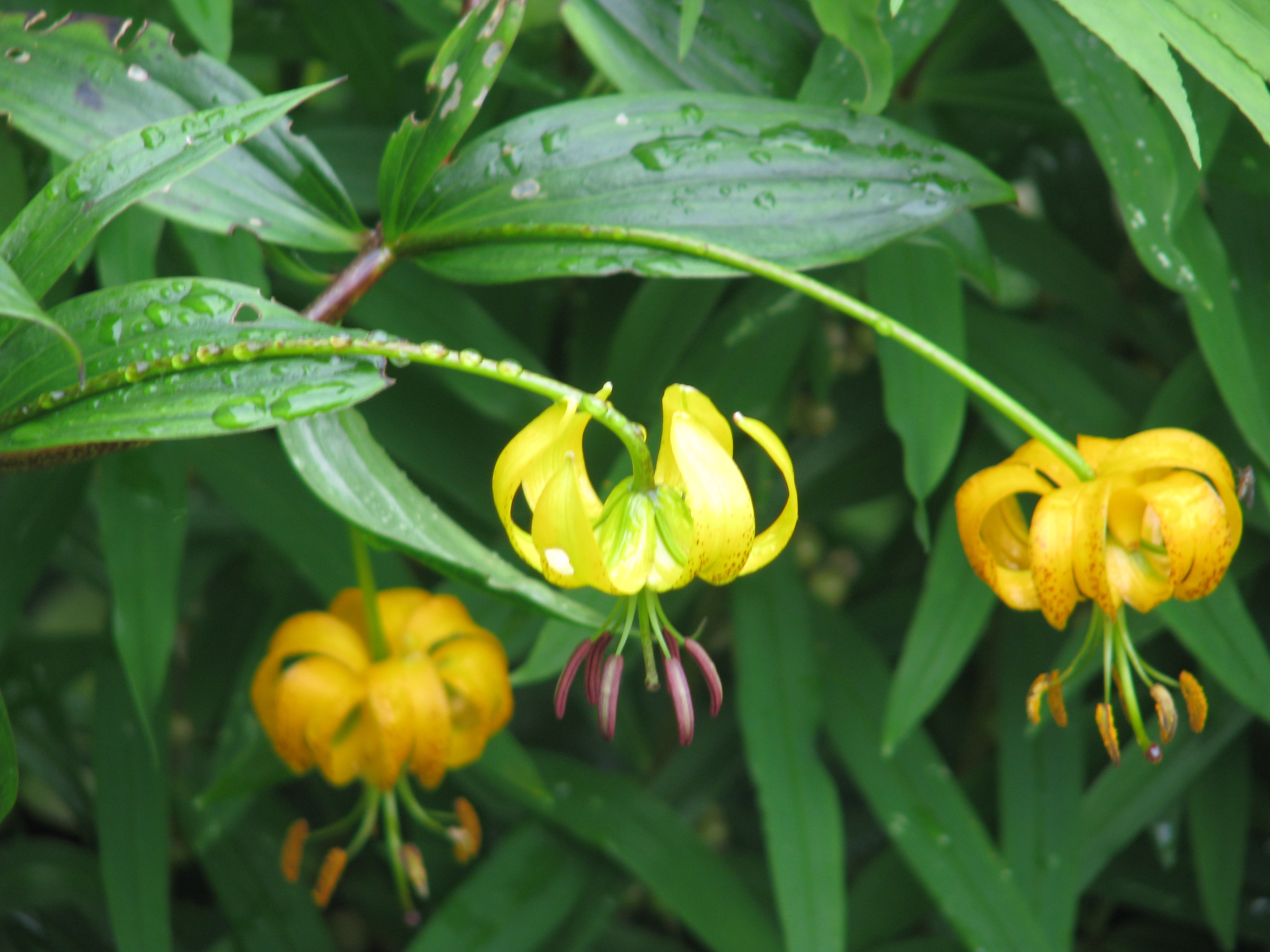
Blüten

## Beschreibung
Lilium tenii ist eine ausdauernde krautige Pflanze, die Wuchshöhen von 55 bis 60 Zentimetern erreicht. Die Zwiebeln sind oval und erreichen einen Durchmesser von 2,5 bis 4 cm. Sie sind mit weißen purpurn melierten lanzettförmigen Schuppen überzogen.
Der Stängel ist purpurn gepunktet oder mit purpurnen Streifen überzogen. Die frei um den Stängel verteilten Laubblätter sind elliptisch oder ei-lanzettlich, zwischen 5 und 11 cm lang und 1,5 bis 3 cm breit. Sie sind 7–9-nervig und tragen in den Blattachseln ein Büschel weißer, wolliger Haare.
Sie blüht von Juli bis August mit einer einzelnen oder zwei bis fünf in einer Rispe nickenden, duftenden Blüten. Die zwittrigen Blüten sind dreizählig. Die sechs Blütenhüllblätter (Tepalen) sind gleichgestaltet von oval bis lanzettlicher Form und 4 bis 4,5 cm lang sowie etwa 0,8 cm bis 1 cm breit. Die Spitzen der Blütenblätter sind papillös und umgebogen. Die Grundfarbe der Blüten ist gelb mit purpurnen oder braunen Punkten. Die Antheren sind etwa 7 mm lang, die Pollen sind braun und die Filamente sind etwa zwischen 2,5 und 3 cm lang. Der Griffel ist 3 bis 3,5 cm lang und die Narbe ist 7 mm bis zu 10 mm stark. Die Nektarien sind schwärzlich-rot und nicht papillös und die Staubblätter sind auseinanderneigend. Die Samen reifen in Samenkapseln heran.

## Verbreitung
Lilium tenii wächst in Höhenlagen von 3300 m bis 3400 m NN.
Die Art ist im Westen der Provinz Sichuan und im Nordwesten der Provinz Yunnan in der Volksrepublik China endemisch.

## Systematik und Taxonomie
Lilium tenii wurde 1909 durch Hector Léveillé in Repertorium Specierum Novarum Regni Vegetabilis Band 6 Seite 263 erstbeschrieben, später jedoch meist als Synonym von Lilium primulinum var. ochraceum verstanden. 1984 beschrieb Long Jin Peng Funde einer vermeintlich neuen Art als Lilium lijiangense. 2020 erkannte dann Yundong Gao, dass die neu beschriebene Lilie zu Léveillés Beschreibung passte und stellte für die Art den älteren Namen Lilium tenii wieder her. Das Epithet "tenii" ehrt den Entdecker der Pflanze Siméon Ten, der sie im August 1907 sammelte.